# Eduardo Pallares Portillo
Eduardo Pallares Portillo (Ciudad de México, 13 de octubre de 1885 – ibidem, 8 de marzo de 1972) fue un jurista y académico del Derecho. Director del Seminario de Derecho procesal, profesor emérito de la Escuela Nacional de Jurisprudencia, y autor de varias obras importantes de Derecho.

## Biografía[1]
Eduardo Pallares Portillo, hijo del jurista mexicano Jacinto Pallares nació el 13 de octubre de 1885 en la  Ciudad de México. Obtuvo el título de abogado por la Escuela Nacional de Jurisprudencia en 1907.
Fue nombrado profesor emérito de la Escuela Nacional de Jurisprudencia en 1959.
Falleció en su casa, en la Ciudad de México  el 8 de marzo de 1972.

## Obras[1]
Tratado de las Quiebras (1937)
Tratado de las Acciones Civiles (1939)
Tratado de los interdictos (1945)
Diccionario de Derecho Procesal Civil (1952)
Derecho Procesal Civil (1961)
Diccionario Teórico y Práctico del Juicio de Amparo (1967)